# Hänscheberg
Der Hänscheberg, auch Hentscheberg genannt, liegt südlich der Ortslage Neusalza-Spremberg im Landkreis Görlitz, (Sachsen).

## Lage und Name
Dieser Berg mit einer Höhe von 393,1 m über NN gehört zu den höchsten Erhebungen auf den Fluren von Neusalza-Spremberg. Er nimmt durch seine zentrale Lage eine exponierte Stellung inmitten der Stadtflur südlich der Spree und dem Ortsteil Sonneberg ein. Sein Name lässt sich nicht von den slawischen Altvorderen oder den späteren deutschen Kolonisten im Lausitzer Bergland ableiten, sondern ist jüngeren Datums und personifiziert. Der namenlose Berg wurde Ende des 17. Jahrhunderts nach dem Spremberger Großbauern Mathes Hentsch[e] (Hänsche) benannt, der als Besitzer des Gutes Nr. 196 von 1672 bis 1693 bezeugt ist. Dieser Hentsche soll sich um die Waldpflege des Berges und durch Anlegen von Wanderwegen verdient gemacht haben. Mit diesem Hentsche verschwand der Familienname in Spremberg, nur noch „sein“ Berg erinnert an ihn.

## Geographie und Geologie
Der Hänscheberg, so die geläufige Namensform, zeigt sich als Doppelberg. Er untergliedert sich in eine Ost- und Westhälfte, die in der Mitte durch einen Kamm verbunden sind. Er besteht aus Lausitzer Granodiorit und ist Bestandteil des Lausitzer Berglandes. Sein Kamm ermöglicht eine gute Fernsicht in nördliche Richtung auf die Stadtfluren von Neusalza-Spremberg und die sich daran anschließende Bergkette des Großen Waldes, des Hahne- und des Fuchsberges. In südlicher Richtung sind von dort der Ortsteil Sonneberg, die Grenzwälder zu Tschechien und sogar der Jüttelberg (Jitrovnik) in Nordböhmen sichtbar.
Die Ost- und Westhälfte des Berges sind ganz bewaldet (Mischwald mit Unterbewuchs), der Kamm teilweise. Am Nord- und Südhang dominieren Wiesenflächen. Relikte eines Steinbruchs im „Westberg“ erinnern daran, dass man hier bis zu Beginn des 20. Jahrhunderts Granodiorit abbaute, der bei einheimischen Steinmetz-Firmen weiter verarbeitet wurde. Vom Westabhang des Hänscheberges erkennt man den „Buchberg“ (401 m), auch „Wauers Berg“ genannt, im Ortsteil Sonneberg und daran anschließend Wiesen und Felder, die sich in Richtung Oppach und des heute nicht mehr existenten tschechischen Fugau (Fukov) hinziehen.
Auf der Kuppe des „Ostberges“ gruppieren sich mehrere Findlinge unterschiedlicher Größe, wobei der höchste wegen seiner Höckerform im Volksmund als „Kamel“ geläufig ist. Dieser ist aus unerklärlichen Gründen in jüngerer Zeit umgestürzt. Vom Ostabhang sieht man die städtischen Erhebungen des Linden- und des Stadtberges, den Ortsteil Neuspremberg und das Erlebnis- und Waldbad Neusalza-Sprembergs. Die Ausläufer des Hänscheberges werden im Norden und Westen durch die Sonneberger Straße, im Osten durch einen Feldweg westlich des Fußballplatzes und im Süden durch einen Feldweg zwischen Linden- und Sonneberger Straße begrenzt. Bedingt durch seine Wasseradern (Grundwasser, Quellen) wurde der Hänscheberg eines der Trinkwasserreservoire der Stadt Neusalza-Spremberg.

## Geschichte

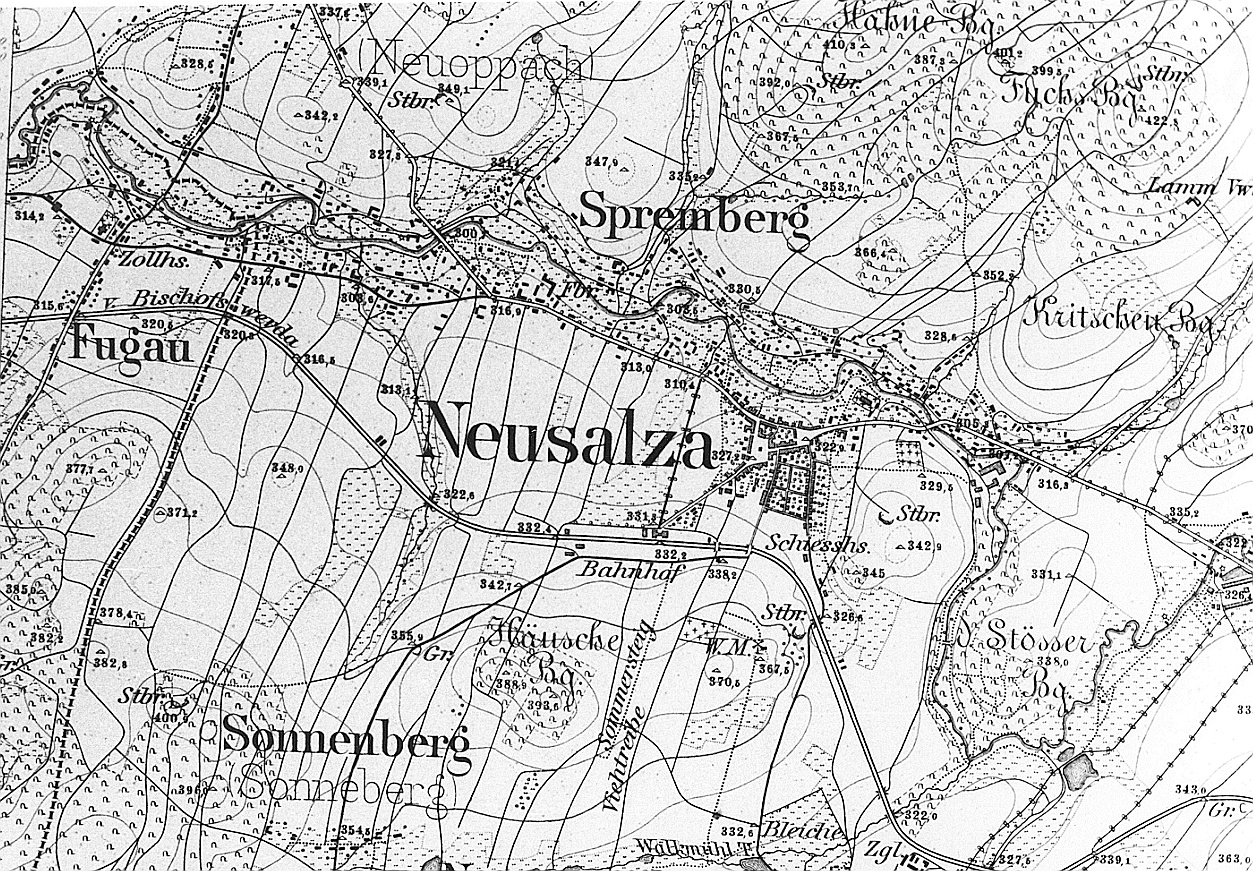
Karte mit dem Hänscheberg von 1883

Die Morphologie des Hänscheberges lässt den Schluss zu, einen slawischen Burgwall des frühen Mittelalters vor sich zu haben, der in Kriegszeiten den umliegenden Bewohnern als Zufluchtsstätte diente. Leider gibt es bisher hierfür keinen archäologischen Nachweis. Jahrhunderte später erwies sich der Berg als wertvoller Trinkwasserspender für die Stadt Neu-Salza und die Muttergemeinde Spremberg. Seit dem 1. Mai 1700 machte sich die junge Stadt die sogenannten „Richters Quellen“ in der Nähe des Hänscheberges zunutze. Am 14. April 1862 kam der dortige „Wendlers Quell“ hinzu und am 19. Oktober 1866 der „Winklers Quell“. Noch während der Zeit des Ersten Weltkrieges, errichtete der Friedersdorfer Baumeister Clemens 1916 einen Hochbehälter für Trinkwasser am Nordabhang des Berges. In seiner Nähe erbaute 1906 Wilhelm Freund eine Dachpappenfabrik, die später der Unternehmer Reinhold Günther übernahm. Die kleine Fabrik produzierte noch zu DDR-Zeiten bis zur Wende 1989 unter dem Namen „Boesners Dachpappe“. In den 1920er- und 1930er-Jahren entstand am „Westberg“ eine Häuserzeile mit sieben Gebäuden. Ein einzelnes steht mitten im Wald und wird volkstümlich als „Hexenhäusl“ bezeichnet.

## Sonstiges
Nach der Gründung der DDR am 7. Oktober 1949 wurde in Neusalza-Spremberg eine Einheit der Deutschen Grenzpolizei (DGP) stationiert, die zur Beobachtung der deutsch-tschechischen Grenze einen Unterstand am Südhang der „Osthälfte“ des Hänscheberges errichtete und nutzte. In den 1950er-Jahren erbaute man auf dem „Ostberg“ auch einen hohen hölzernen pyramidenförmigen Beobachtungspunkt für die Landesvermessung (Trigonometrischer Punkt), der bis in die 1960er-Jahre bestand und danach abgebaut wurde. In den 1980er-Jahren entstand auf Initiative des Neusalza-Spremberger Lehrer-Ehepaares Hartmut und Renate Hofmann (1927–2014), (1923–2013), beide Ehrenbürger der Stadt, am Nordabhang des Hänscheberges eine Wintersportanlage mit Skilift und -hütte. Am 13. September 1997 erfolgte im Beisein des damaligen Bürgermeisters der Stadt Günter Paulik und des Vorsitzenden der örtlichen Kultur- und Heimatfreunde Gunther Leupolt auf dem Berg die Einweihung der „Alfred-Förster-Bank“ zu Ehren des verdienten Volksschullehrers und Mundartpflegers Alfred Förster (1893–1978), der lange Zeit in Neusalza-Spremberg lebte und wirkte.